# Las Glorias Uno
Las Glorias Uno är en ort i Mexiko.   Den ligger i kommunen Jiménez och delstaten Chihuahua, i den centrala delen av landet, 1 000 km nordväst om huvudstaden Mexico City. Las Glorias Uno ligger 1 120 meter över havet och antalet invånare är 241.
Terrängen runt Las Glorias Uno är platt.  Trakten runt Las Glorias Uno är nära nog obefolkad, med mindre än två invånare per kvadratkilometer. Närmaste större samhälle är Laguna de Palomas, 4,6 km öster om Las Glorias Uno. Omgivningarna runt Las Glorias Uno är i huvudsak ett öppet busklandskap.